# 全州机场
35°52′42″N 127°07′10″E / 35.87833°N 127.11944°E
全州机场是位于韩国全州附近的一个小型军用机场。该机场原本由大韩航空运营民用航线，后改为军用机场。